# Neil Aspinall
Neil Stanley Aspinall (Prestatyn, 13 ottobre 1941 – New York, 24 marzo 2008) è stato un manager e produttore discografico britannico.
Amico d'infanzia di Paul McCartney e George Harrison, diventò capo della casa discografica Apple Records, fondata dai Beatles.
I Beatles si affidarono ad Aspinall dapprima come road manager e assistente personale. Il suo lavoro consisteva nel guidare il suo vecchio camioncino Commer per portare i Fab Four dove avrebbero dovuto esibirsi dal vivo, sia di giorno sia di notte. Dopo che Mal Evans cominciò a lavorare per i Beatles, Aspinall fu promosso assistente personale dei quattro, per poi diventare capo della Apple.
Mentre era a capo della Apple, Aspinall dovette sostenere cause giudiziarie contro Allen Klein della EMI e contro la Apple Inc. Supervisionava il mercato della musica, dei video e del merchandising, poiché era anche un capo esecutivo della Standby Films.
Il 10 aprile del 2007, Aspinall lasciò la Apple. L'anno dopo, morì di cancro ai polmoni nella città di New York.

## Infanzia

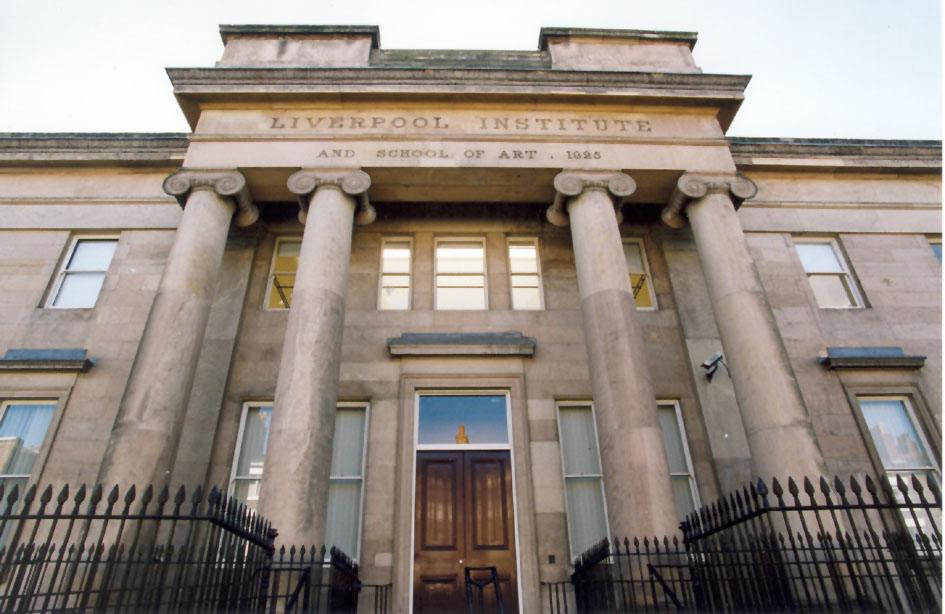
Il Liverpool Institute, frequentato da Aspinall, McCartney e Harrison.

Aspinall nacque in Galles, a Prestatyn, dopo che sua madre evacuò dalla casa di famiglia a Liverpool a causa dei bombardamenti durante la seconda guerra mondiale, mentre il padre di Aspinall era lontano in mare con la Marina Militare Inglese. Aspinall e sua madre tornarono a Liverpool nel tardo 1942 dopo che i bombardamenti cessarono. Aspinall crebbe a Liverpool, dove frequentò la West Derby School. Dodicenne, Aspinall passò al Liverpool Institute in Mount Street, dove fu compagno di classe di Paul McCartney.
Aspinall descrisse anche il suo primo incontro con George Harrison, il quale frequentò il Liverpool Institute: «Il mio primo incontro con George fu dietro i rifugi antiaerei della scuola. Questa grande massa di capelli arruffati saltò fuori all'improvviso, mentre una voce trafelata chiedeva una delle mie Woodbine. È stata una delle prime sigarette che fumammo insieme. [...] Nel periodo in cui eravamo pronti ad affrontare l'esame per il General Certificate of Education, aggiungemmo John Lennon alla nostra squadra».
Aspinall lasciò la scuola nel 1959 per studiare ragioneria.

## Con i Beatles
Il 29 agosto 1959 i Beatles suonarono all'inaugurazione del Casbah Coffee Club, che si trovava nella cantina della casa di Mona Best. Aspinall affittò una stanza nella casa, e divenne presto uno stretto amico del futuro Beatle Pete Best. I Beatles usavano in genere i trasporti pubblici per recarsi nel luoghi in cui dovevano esibirsi, ma nel febbraio del 1961 dovevano suonare due o tre concerti per notte in posti differenti e avevano bisogno di qualcuno che li potesse accompagnare. Best chiese ad Aspinall se poteva essere un road manager part time per la band. Così, Aspinall comprò un "vecchio camioncino Commer grigio e bordeaux" per 80 sterline, e chiese cinque scellini per componente del gruppo per concerto. Harrison, molto tempo dopo, disse: «Il nostro nuovo camioncino divenne il centro dell'attenzione. Era dipinto a mano in rosso e in grigio, ed era coperto di graffiti dal muso fino al retrotreno – nomi di ragazze, e cose come "ti amo, John". Era interessante, ma nel momento in cui qualcuno lo vedeva, si sentiva libero di riempirlo di scritte». I Beatles tornarono dal loro secondo viaggio ad Amburgo nel luglio del 1962, e Aspinall lasciò il suo lavoro di contabile per diventare il loro road manager a tempo pieno, dato che guadagnava di più portando in giro i Beatles che col suo lavoro precedente.
I Beatles furono accompagnati a Londra da Aspinall al New Year's Eve nel 1961 per la famosa Decca Audition, ma Aspinall si perse, e il viaggio durò dieci ore. Arrivarono alle dieci di sera e John Lennon disse che erano giunti «appena in tempo per vedere gli ubriachi che saltano nella fontana di Trafalgar Square». Nel 1963, Aspinall fu coadiuvato da Mal Evans, che aiutò anche a creare l'equipaggiamento Beatles (fece anche da guardia del corpo). Tutto ciò fece sì che Aspinall si concentrasse su altre cose, come fissare date o comprare cose per loro, come abiti, stivali, pasti o bibite.
Quando Best fu licenziato da Brian Epstein, il manager dei Beatles, Aspinall stava aspettando al piano terra del negozio di dischi di Esptein, e fu il primo a parlare all'ex-Beatle nei pressi del Cavern Club. Aspinall era molto arrabbiato, e disse che avrebbe smesso di lavorare per il gruppo, ma Best lo convinse del contrario. Aspinall infine decise di rimanere, ma decise di porre fine alla relazione che aveva con la madre di Pete (che portò anche alla nascita di Vincent "Roag" Best). Al concerto successivo, Aspinall chiese a McCartney e Lennon come mai Best fosse stato licenziato, e gli fu risposto: «Non te ne devi interessare. Tu sei solo l'autista.»
Aspinall lavorò spalla a spalla con Epstein, che gli forniva ogni settimana dei promemoria per tenere conto delle loro apparizioni e del denaro che dovevano ricevere. I Beatles dovevano viaggiare nel camioncino con il loro equipaggiamento, ma le strade inglesi nei primi anni sessanta erano notoriamente dissestate, e obbligavano a viaggiare a velocità ridotta. Ringo Starr ricorda come i viaggi sembrassero interminabili nel camioncino di Aspinall, poiché uno dei quattro viaggiava sul sedile del passeggero, mentre gli altri tre dovevano sedersi su una dura panca nel retro.

### Assistente personale
Il lavoro di Aspinall come assistente personale consisteva nell'accompagnare la band a concerti e incontri, ma soprattutto significava essere disponibile quando qualcuno aveva bisogno di qualcosa. Aspinall andò con i Beatles la prima volta in America, e quando George Harrison si ammalò, lo rimpiazzò per le prove delle telecamere dell'Ed Sullivan Show.
Prima che la copertina di Sgt. Pepper's Lonely Hearts Club Band fosse completata da Peter Blake, Aspinall fu mandato a cercare le fotografie dei personaggi che sarebbero stati poi inseriti sulla stessa. Aspinall inoltre suggerì l'idea del "Sgt. Pepper presentatore", dando lo spunto a McCartney di creare un concept album.
Dopo le sessioni di registrazione, Lennon, Harrison e Starr venivano accompagnati a casa, ma Aspinall era solito accompagnare McCartney ed Evans con una limousine a mangiare in un nightclub. Il Bag O'Nails, a Soho, era uno dei loro preferiti, poiché c'era anche la musica dal vivo. Mangiavano in genere una bistecca, patatine e piselli, e Aspinall portava con sé sempre una torcia per poter ispezionare il cibo nel piatto, in modo da verificare che fosse proprio quello che avevano ordinato. McCartney trovava questo comportamento divertente.

### Contributi nella musica dei Beatles
Nonostante non fosse un musicista, Aspinall diede piccoli contributi alle registrazioni dei Beatles. Suonò un tampoura in Within You Without You, l'armonica in Being for the Benefit of Mr. Kite!, qualche percussione in Magical Mystery Tour, e fece parte del numeroso gruppo di persone che cantarono il ritornello di Yellow Submarine.
La morte di Brian Epstein nell'agosto del 1967 lasciò un vuoto nell'amministrazione degli affari dei Beatles. Fu chiesto ad Aspinall di prendere nel 1968 la guida della Apple Records, la quale era stata fondata nell'aprile dello stesso anno. Aspinall, tempo dopo, dichiarò di aver accettato l'incarico che gli era stato chiesto, ma che non voleva svolgerlo a tempo pieno, e aggiunse che l'avrebbe fatto solo «fino a quando non avrebbero trovato qualcun altro». George Martin non era d'accordo con la decisione dei Fab Four di promuovere così in alto Aspinall poiché, secondo lui, non aveva le qualità e le qualifiche necessarie per poter parlare con i superiori della EMI. L'11 maggio 1968 Aspinall accompagnò McCartney e Lennon alla proclamazione della nascita della Apple Records. La Apple nacque con cinque divisioni: elettronica, film, editoria, discografia e vendita al dettaglio. Aspinall, riguardo all'amministrazione degli affari da parte dei Beatles, disse:
Derek Taylor, addetto alle relazioni pubbliche della Apple, disse che Aspinall odiava rimanere immobile agli uffici della Apple (al numero 3 di Savile Row) durante tutte le registrazioni del White Album e di Let It Be. La vita negli uffici, in ogni caso, fu migliorata con l'assunzione di un cuoco e molti assistenti.
Dopo che Allen Klein fu assunto per diventare il manager dei Beatles, Aspinall fu spostato, ma presto reintegrato dopo le lamentele della band (McCartney compose addirittura una canzone di lamentele verso Klein, apparsa nell'album Abbey Road: You Never Give Me Your Money), e perché Klein si rese conto che Aspinall non era una minaccia per il suo controllo dell'azienda. Klein perse una causa nel 1971 (promossa da McCartney) ma le varie azioni legali tennero occupato Aspinall fino al 1977.

## Dirigente della Apple Records
Nel 1978, Aspinall intraprese la prima delle tre cause per conto della Apple Records contro la Apple Computer, Inc. per violazione di marchio registrato. Il primo appello si chiuse nel 1981 con una somma da pagare di 41.000 sterline a carico della Apple Inc. da versare alla Apple Records. Come condizione dell'accordo, la Apple Computer poteva continuare a utilizzare il suo logo a patto di non entrare nel mercato della musica.
La seconda causa intentata contro la Apple Computer fu avviata nel 1989, quando la Apple Records citò la Apple Computer sul proprio Apple IIGS (che includeva un chip sintetizzatore professionale), invocando una violazione all'accordo stipulato nel 1981. Nel 1991, fu imposto un pagamento di 13,5 milioni di sterline. McCartney lodò Aspinall per aver protetto il nome della Apple in tutto il mondo, e chiamò Aspinall il "Mr. X" nella organizzazione della Apple Records .
Nel settembre del 2003, Apple Inc. fu di nuovo citata a giudizio dalla Apple Records per l'introduzione dell'iTunes Store e dell'iPod, che Aspinall reputava un'ulteriore violazione del precedente accordo. Il processo iniziò il 27 marzo del 2006 in Gran Bretagna, e finì l'8 maggio del 2006 con la vittoria della Apple Inc.: il giudice sentenziò che il Music Store non infrangeva il marchio della Apple Records. Aspinall fu coinvolto in altre numerose cause contro la EMI nelle quali la Apple Records prese parte.
Nei primi anni novanta, Aspinall divenne il produttore esecutivo de The Beatles Anthology. Egli e George Martin sono gli unici non-Beatles che si vedono nei documentari. Aspinall ha continuato a consigliare gli ex Beatles e a supervisionare il mercato di musica, videoclip e merchandising. Il 10 aprile del 2007, la Apple annuncia che Aspinall ha "deciso di andare oltre". Uno degli ultimi compiti di Aspinall alla Apple fu di supervisionare la rimasterizzazione della discografia dei Beatles per una pubblicazione anticipata nel 2008.

## Vita privata
Nel 1961, Aspinall divenne molto amico di Pete Best, da quando questi affittava una stanza nella casa della madre di Pete. Mentre il padre di Best era lontano durante un viaggio di lavoro, il diciannovenne Aspinall iniziò una relazione con la madre dell'amico, Mona Best, di diciassette anni più anziana. Tutto questo portò alla nascita del piccolo Vincent "Roag" Best, che nacque nella seconda parte del luglio del 1962, e solo tre settimane dopo Pete Best venne licenziato.
Il 30 agosto del 1968, Aspinall sposò Suzy Ornstein a Londra. Al matrimonio parteciparono McCartney, Starr e la signora Starkey, così come anche alla festa a sorpresa che si tenne a King's Road.
Suzy Aspinall è la figlia di Bud Ornstein, il capo esecutivo della United Artists Pictures (UK). Aspinall la conobbe mentre il padre, nel biennio 1964/1965, supervisionava i lavori per la produzione dei primi due film dei Beatles: Tutti per Uno e Aiuto!. Ebbero quattro figli.
Mentre portava avanti il lavoro alla Apple Records, Aspinall e sua moglie erano gli unici direttori della loro Standby Films Ltd. company, con sede nella loro casa a Twickenham, Londra. Nel 1999, la Standby Films pubblicò un film su Jimi Hendrix, chiamato Hendrix: Band of Gypsys.
Aspinall morì di cancro ai polmoni a New York nel 2008. Il suo funerale si tenne alla Chiesa di St. Mary the Virgin a Twickenham. Stella McCartney, Yōko Ono, Barbara Bach (moglie di Ringo Starr), George Martin, Pete Best, e Pete Townshend parteciparono al funerale, con Townshend che suonava Mr. Tambourine Man di Bob Dylan come tributo. Venne poi sepolto al Teddington Cemetery.
Il 20 ottobre del 2008 venne pubblicato, in memoria di Aspinall, un documentario del dietro le quinte di Love del Cirque du Soleil chiamato All Together Now. Aspinall lasciò, attraverso il testamento, una somma di 7 milioni di sterline a Suzy, sua moglie per 40 anni. Dopo la sua morte, l'eredità passerà ai cinque figli.